# Lepeophtheirus yanezi
Lepeophtheirus yanezi is een eenoogkreeftjessoort uit de familie van de Caligidae. De wetenschappelijke naam van de soort is voor het eerst geldig gepubliceerd in 1961 door Stuardo & Fagetti.